# Oxyopes daksina
Oxyopes daksina là một loài nhện trong họ Oxyopidae.
Loài này thuộc chi Oxyopes. Oxyopes daksina được miêu tả năm 1955 bởi Sherriffs.